# The Boys Next Door
The Boys Next Door (bra: Os Desajustados) é um filme estadunidense de 1985, uma produção independente dos gêneros policial, aventura e drama, dirigido por Penelope Spheeris com roteiro de Glen Morgan e James Wong.
O filme não foi exibido nos cinemas brasileiros, mas exibido no SBT em 25/11/1988 e, depois, lançado em VHS com o título Ódio Cego.

## Enredo
O filme narra a história de dois jovens estudantes do ensino médio (Charlie Sheen e Maxwell Caulfield) que resolvem comemorar a formatura próxima saindo às ruas para espancar e matar os que cruzam seu caminho.

## Elenco
| Atores/Atrizes       | Personagens         |
| -------------------- | ------------------- |
| Charlie Sheen        | Bo Richards         |
| Maxwell Caulfield    | Roy Alston          |
| Patti D'Arbanville   | Angie               |
| Christopher McDonald | Detetive Mark Woods |
| Hank Garrett         | Detetive Ed Hanley  |
| Paul C. Dancer       | Chris               |
| Richard Pachorek     | Namorado            |
| Lesa Lee             | Namorada            |
| Kenneth Cortland     | Dwayne              |
| Moon Unit Zappa      | Nancy               |
| Dawn Schneider       | Bonnie              |
| Kurt Christian       | Shakir              |
| Don Draper           | Sr. Heaton          |
| Blackie Dammett      | Dono de Bar         |
| Phil Rubenstein      | Gutfield            |